# Serolis glacialis
Serolis glacialis är en kräftdjursart som först beskrevs av Tattersall1921.  Serolis glacialis ingår i släktet Serolis och familjen Serolidae. Utöver nominatformen finns också underarten S. g. austrogeorgiensis.